# Iniciativa per Occitània
Iniciativa per Occitània és un laboratori polític, cultural i social que pretén avançar, per la seva reflexió i la seva acció, vers l'emancipació d'Occitània. Defensa el dret del poble occità a l'autodeterminació i a la independència. Es va fundar el 2008 a Montpeller i la seva seu és a Manòsca. Des de 2016 duu a terme una campanya reclamant l'occitanitat de tots els parçans occitans.
En 2013 va participar en la Via Catalana. En 2014 el seu representant Gerard Joan Barceló va comparèixer al Parlament de Catalunya amb relació a la Proposició de llei del règim especial de la Vall d'Aran. A les eleccions al Parlament Europeu del mateix any van donar suport la llista Occitània per una Euròpa dels Pòbles encapçalada per Martina Gros. En 2015 va donar suport a la creació a Rodés de l'Assemblea Nacional Occitana (ANÒC) amb Libertat, el Partit de la Nació Occitana, el CAOC i altres grups.
En 2016 va engegar una campanya a través de les xarxes socials de recollida de signatures per salvar l'ensenyament de l'occità a les escoles de Manòsca, Aurenja i Castèuarnòs e Sant Auban, a la Provença. També va demanar públicament un aclariment al Partit de la Nació Occitana a causa d'uns articles de caràcter islamòfob al seu òrgan Lo Lugar.